# Phare Notek

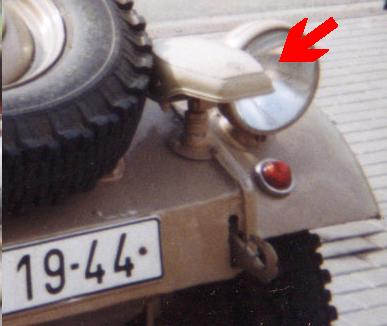
Le phare de camouflage Notek d'une Kübelwagen - Phare de camouflage avant.

Les phares Notek sont des phares qui se trouvaient montés sur la plupart des véhicules militaires allemands de la Seconde Guerre mondiale. Ils étaient fabriqués par Nova-Technik GmbH, entreprise munichoise, dont le nom se contracte en Notek.
Les phares Notek servaient à l'éclairage de marche de nuit sur les véhicules, mais l'entreprise a aussi fourni l'Allemagne en dispositifs d'éclairage fixe pour bâtiments.

## Le système

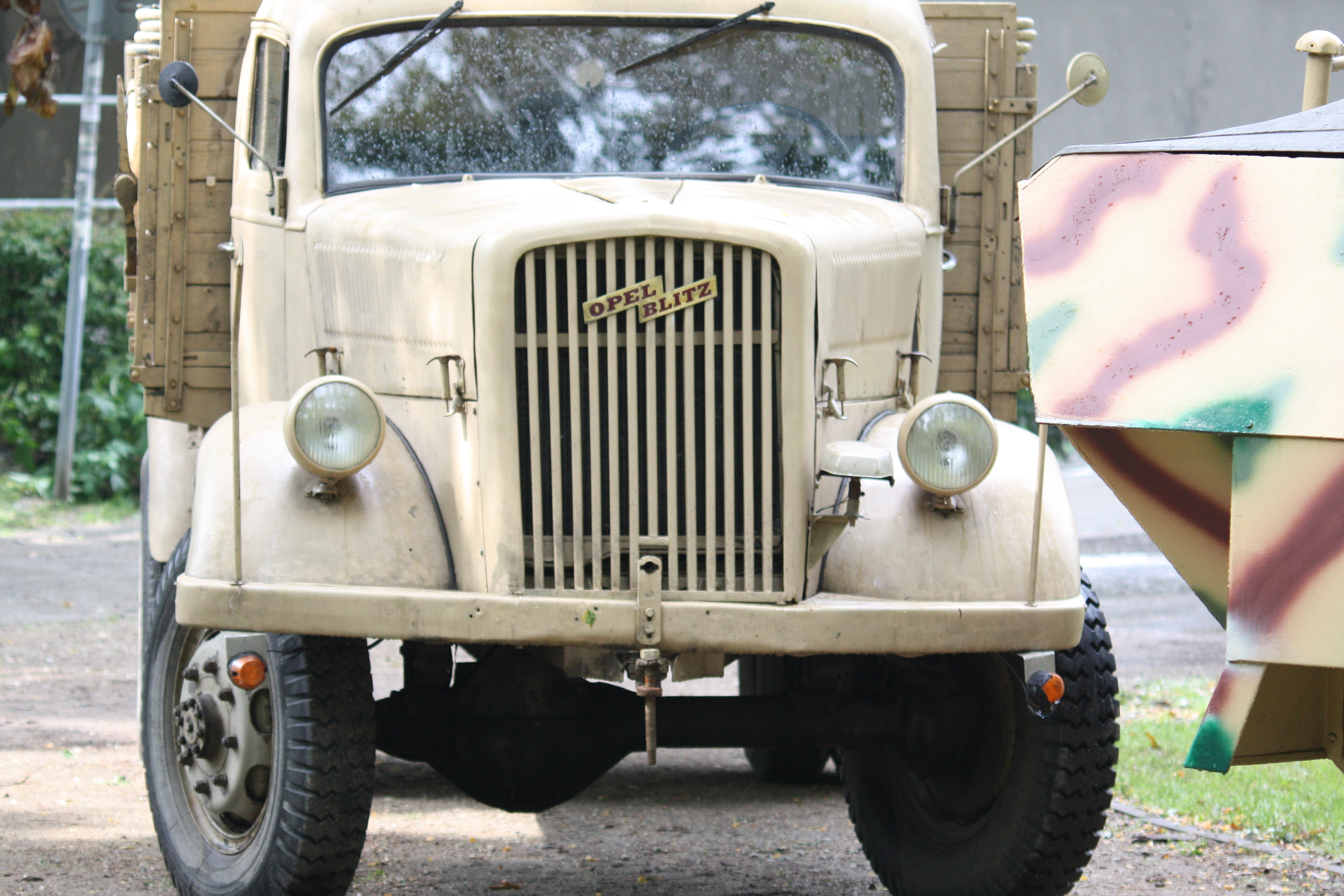
Un Opel Blitz A (Allrad = roues uniquement) avec son phare Notek visible à l'avant.

Le système de marche de nuit Notek servait à l'éclairage des véhicules devant circuler dans un contexte de couvre-feu ou de défense passive, situations dans lesquelles les véhicules doivent pouvoir se déplacer sans attirer sur eux le feu ennemi ou éviter de se faire repérer, depuis le sol ou par les aéronefs. Le système complet est composé d'un phare de marche de nuit à l'avant, d'un feu de respect de distance arrière et d'un réglage d'intensité. Trois positions, d'intensités croissantes, étaient ainsi disponibles pour le chauffeur.
Le système de marche de nuit a été installé sur pratiquement tous les véhicules de la Wehrmacht, depuis la Kübelwagen et le Kettenkrad jusqu'aux chars de combat. Toutefois, les motocyclettes et les side-cars n'en étaient pas équipés.

### Phare de camouflage avant
Le phare avant de camouflage rend possible pour un chauffeur de se diriger dans l'obscurité sans que son véhicule ne puisse être repéré par un observateur au sol ou en avion. La distance de visibilité est ainsi réduite à 500 m pour la première position (Schalterstellung V1) ou portée à 1 500 m pour la dernière position (Schalterstellung V3).
Il n'y avait systématiquement qu'un phare par véhicule, disposé sur la gauche.

### Réglage d'intensité
L'intensité lumineuse dispensée par le phare de marche de nuit était réglable au moyen d'un interrupteur disposant de trois positions, V1, V2, V3. Selon le véhicule équipé, le réglage d'intensité était adapté en fonction de la tension de service utilisée (6, 12 ou 24 volts). En troisième position (la plus lumineuse), la résistance à palier est surpassée, et le phare est éclairé à pleine puissance. Il existe également une position "H", avec laquelle seuls les feux de respect de distance arrière fonctionnent.
L'interrupteur de réglage d'intensité est connecté sur le bornier de la batterie de telle manière que l'éclairage de marche de nuit ne puisse fonctionner qu'avec le moteur en marche.

### Feu de respect de distance
Grâce au feu de respect de distance à l'arrière, le chauffeur pouvait respecter les distances de sécurité avec le véhicule le précédant immédiatement lors des progressions en convoi. Il fonctionnait au moyen de quatre petits rectangles lumineux verts, montés de manière astucieuse. Entre 300 et 35 m, on voyait un seul point lumineux vert ; entre 35 et 25 m, on en voyait deux, ce qui correspondait à la bonne distance à respecter lors de la progression de la colonne ; à moins de 25 m, on pouvait les distinguer tous les quatre, ce qui indiquait que l'on se trouvait trop près.
Le système d'éclairage arrière intégrait la lampe d'éclairage de la plaque d'identification du véhicule, un phare de recul normal et un feu stop. Il était possible, au moyen d'un clapet articulé en tôle, de passer manuellement du mode normal (feux stop et feu de position) au mode camouflage (les quatre lumières de position).

## Galerie

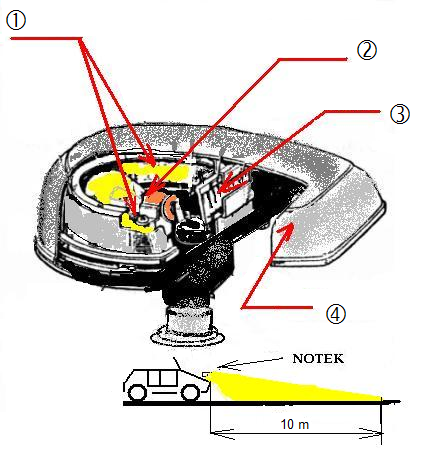
Feu de camouflage avant; 1=Réflecteur, 2=Lampe, 3=Vitre de protection, 4=Coque
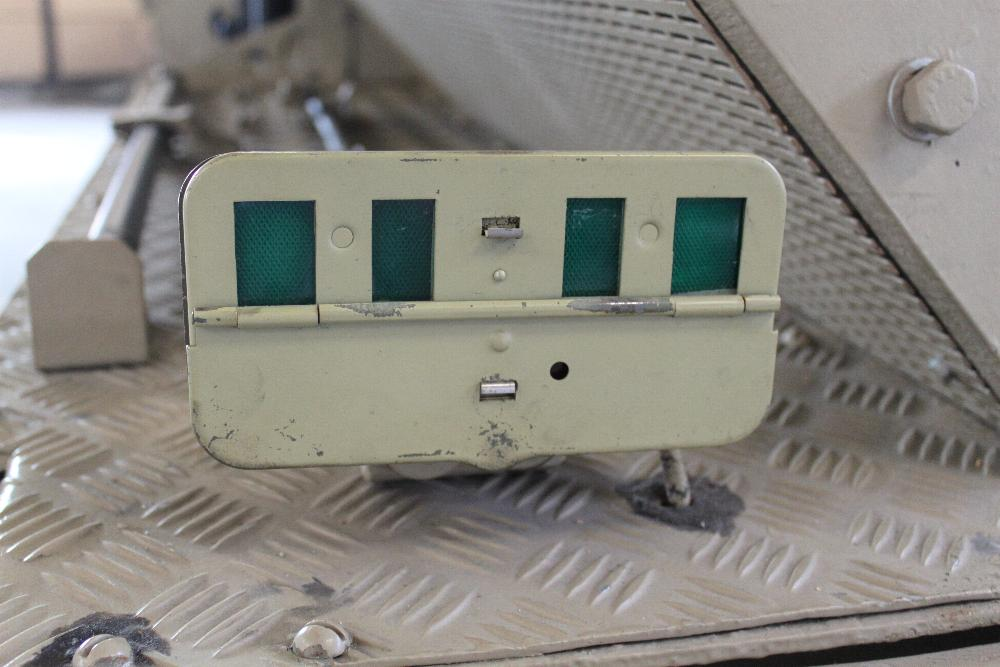
Feu de camouflage arrière avec ses quatre rectangles verts
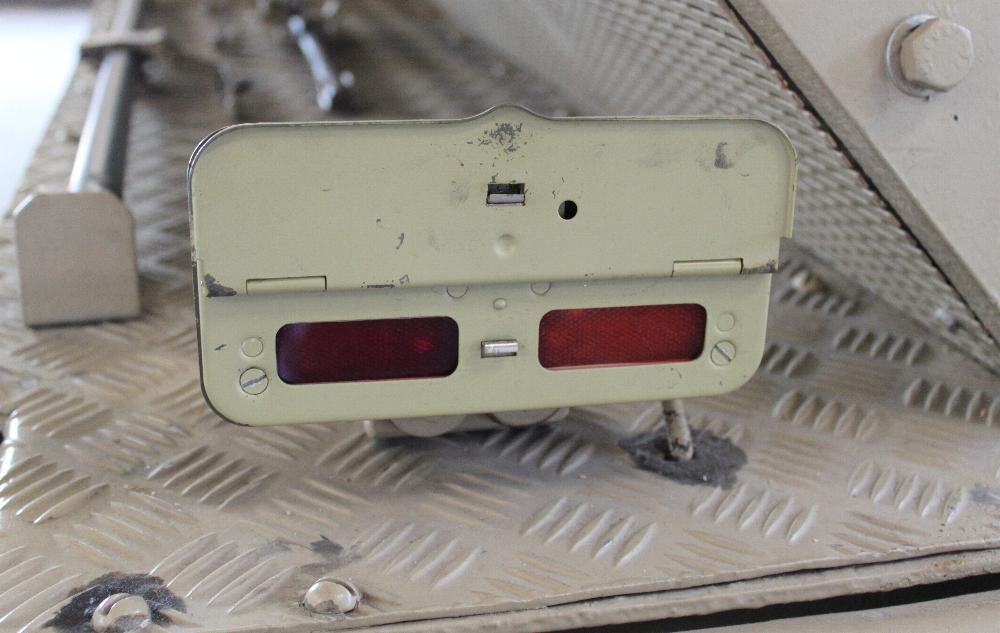
Feu arrière en position normale - le clapet métallique est rabattu
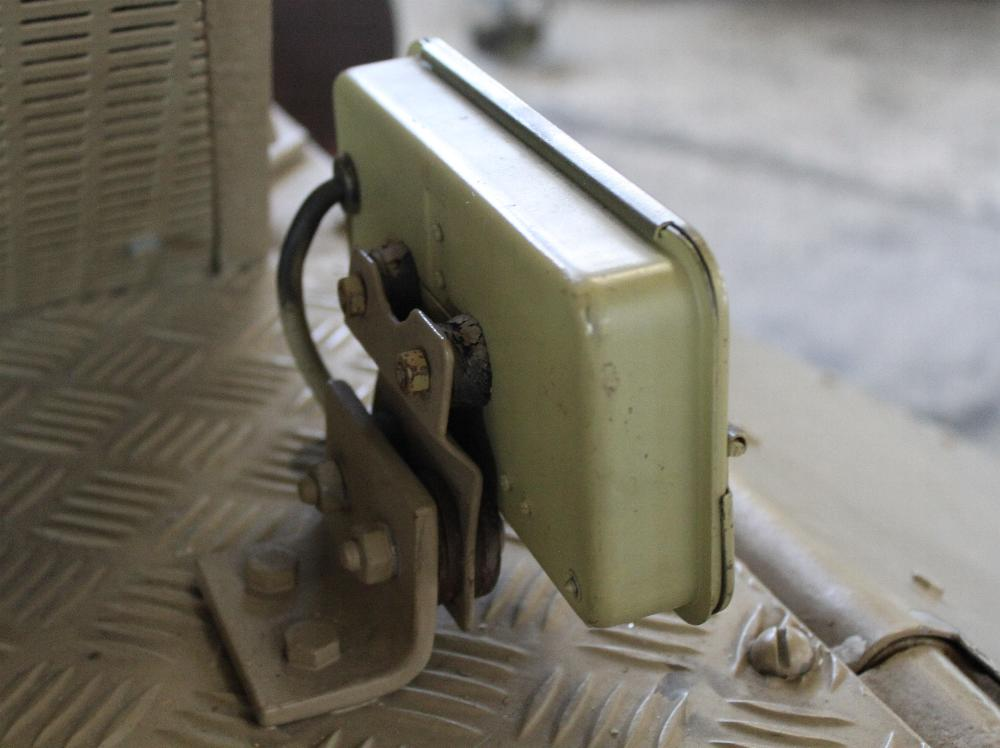
Vue de côté